# Markt 10 (Bredevoort)

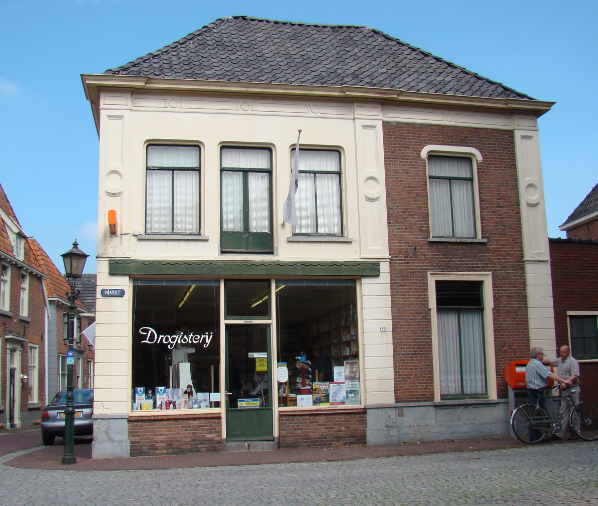
Markt 10 in Bredevoort

Markt 10 in Bredevoort is een winkelpand aan de Markt in Bredevoort in de Nederlandse provincie Gelderland. Het gebouw van neoclassicistische architectuur, gebouwd omstreeks 1872, is een gemeentelijk monument.

## Geschiedenis
Wilhelmus Bruyel heeft het pand als winkelpand laten bouwen en dat is het tot 2016 geweest. Hij had het pand verkregen van Cornelis Voltman door ruiling met een ander pand aan de huidige Officierstraat. In de volksmond werd het de Winkel van Bruyel genoemd. Daar kon men van alles kopen, behalve brood, vlees en groente. Theo en Liddy Taken namen de winkel in 1982 over en namen daarnaast ook het postagentschap nadat het postkantoor van Hendrik Boelens op 't Zand gesloten werd dat jaar. Zij zijn in januari 2016 gestopt met de drogisterij.
In de 17e eeuw stond op deze locatie de Dullenstede, een borgmanshuis dat toen in het bezit was van de familie Dijenberch van Rhemen.

## Bron
- Dinie Lammers & Leo van der Linde in: Bedrijvig Bredevoort, 2008 uitgeverij Fagus
- Gelders Archief, Oud Rechterlijk Archief Bredevoort, inv.nr 388 fol. 28-29 d.d. 13 mei 1615
- Kadaster